# 美國海軍研究辦公室
美國海軍研究辦公室（英語：Office of Naval Research）是隶属于美国海军部负责为美国海军和海军陆战队开展科技研发的组织，1946年由美国国会授权成立，其使命是为了维持美国为了海军实力并维护国家安全，筹划、培养及鼓励科学研究。该机构通过与各类院校、政府实验室、营利或非盈利组织开展合作或资助的形式展开可以获得，监督美国海军研究实验室。总部位于美国弗吉尼亚州阿灵顿县，在圣地亚哥、圣保罗、伦敦、布拉格、东京和新加坡设有办公室。